# Жеребки (Бердичівський район)
Жере́бки — село в Україні, у Краснопільській сільській територіальній громаді Бердичівського району Житомирської області. Населення становить 643 осіб (2001).

## Населення

### Мова
Розподіл населення за рідною мовою за даними перепису 2001 року:
| Мова       | Кількість | Відсоток |
| ---------- | --------- | -------- |
| українська | 633       | 98.45 %  |
| російська  | 10        | 1.55 %   |
| Усього     | 643       | 100 %    |

## Історія
Згідно довідника «Історія міст і сіл УРСР», село відоме з 1770 року.
У 1906 році — село Янушпільської волості Житомирського повіту Волинської губернії. Відстань від повітового міста 68 верст, від волості — 6. Дворів — 232, мешканців — 1331.
В Жеребках станом на вересень 2017-го діє храм УПЦ КП святого Архістратига Божого Михаїла.
12 червня 2020 року, відповідно до розпорядження Кабінету Міністрів України № 711-р «Про визначення адміністративних центрів та затвердження територій територіальних громад Житомирської області», територію та населені пункти Жеребківської сільської ради Чуднівського району включено до складу Краснопільської сільської територіальної громади Бердичівського району Житомирської області.
19 липня 2020 року, в результаті адміністративно-територіальної реформи та ліквідації Чуднівського району, село увійшло до складу Бердичівського району.